# Halina Kisłacz
Halina Krystyna Kisłacz (ur. 1 stycznia 1943 w Zegrzu) – polska lekarka pediatra, prezeska Związku Polaków w Estonii (od 2005). 

## Życiorys
Z zawodu lekarka pediatra. Do Estonii trafiła na początku lat 80. z Białorusi, skąd pochodzi jej mąż.
Od 1989 członkini Związku Polaków w Estonii. W 2005 została jego prezeską. Wcześniej była zastępczynią prezesa.

## Odznaczenia
- Krzyż Komandorski Orderu Zasługi Rzeczypospolitej Polskiej (2025)[5]
- Krzyż Oficerski Orderu Zasługi Rzeczypospolitej Polskiej „za wybitne zasługi w działalności na rzecz środowisk polonijnych, za krzewienie polskości wśród estońskiej Polonii” (2011)[6]
- Odznaka Honorowa „Bene Merito” (2023)[1]